# Pristava ob Krki
Pristava ob Krki – wieś w Słowenii, w gminie Krško. W 2018 roku liczyła 38 mieszkańców.